# Малая Брембола
Ма́лая Бре́мбола — село в Переславском районе Ярославской области.

## Церковь
В патриарших окладных книгах под 1628 г. записана «церковь Воскресения Христова в меншой Бремболе… дани два алтына, две деньги, десятильничьих гривна». В 1703 г. при ней построена другая церковь, тёплая, — Святителя Николая Чудотворца. В 1766 г. вместо двух деревянных построена новая церковь, деревянная же, и освящена также во имя Николая Чудотворца; колокольня была над трапезой. В 1842 г. вместо деревянной церкви устроен существующий ныне каменный храм, престолов в нём два: в холодном — Покрова Пресвятой Богородицы, в тёплом приделе — Святителя Николая Чудотворца.
Приход состоял из с. Малой Бремболы и дер. Пономарёвки (в версте от церкви). По переписным книгам 1678 г. сельцо Пономарёвка значилось за князем Юрием Никитичем Барятинским; в сельце были двор помещика, двор крестьянский, 4 бобыльских и 1 пустой; мужского населения 27 человек. В приход входило также сельцо Скулино (2 версты от церкви).
По клировым ведомостям 1890-х гг. в приходе числилось 143 души мужского пола и 144 женского, все православные. К Мало-Брембольскому приходу вместе с Больше-Брембольским была приписана ещё церковь в с. Воронцове. В Мало-Брембольском приходе были две школы грамоты; учащихся в 1893 г. — в одной 11, в другой 2. В 1849 г. в с. Малая Брембола назначен окончивший в 1848 г. Владимирскую семинарию, рукоположённый во священника Петр Ильич Любимов. С 1882 г. священником церкви с. Малая Брембола был назначен Александр Иванович Миловидов, в 1885 г. переведенный ко храму с. Кабанского.
С 1885 г. священником в с. Малая Брембола был назначен Феодор Викторович Доброцветов, окончивший в 1882 г. Владимирскую семинарию.
В селе было две школы грамоты.
В настоящее время храм реставрируется, по праздникам в нём совершаются богослужения.

## Население
| 1859 | 1905 |
| ---- | ---- |
| 109  | 120  |

| 1859 | 1905 | 1926 | 2007 | 2010 |
| ---- | ---- | ---- | ---- | ---- |
| 109  | ↗120 | ↗143 | ↘23  | ↗25  |

## Фотографии

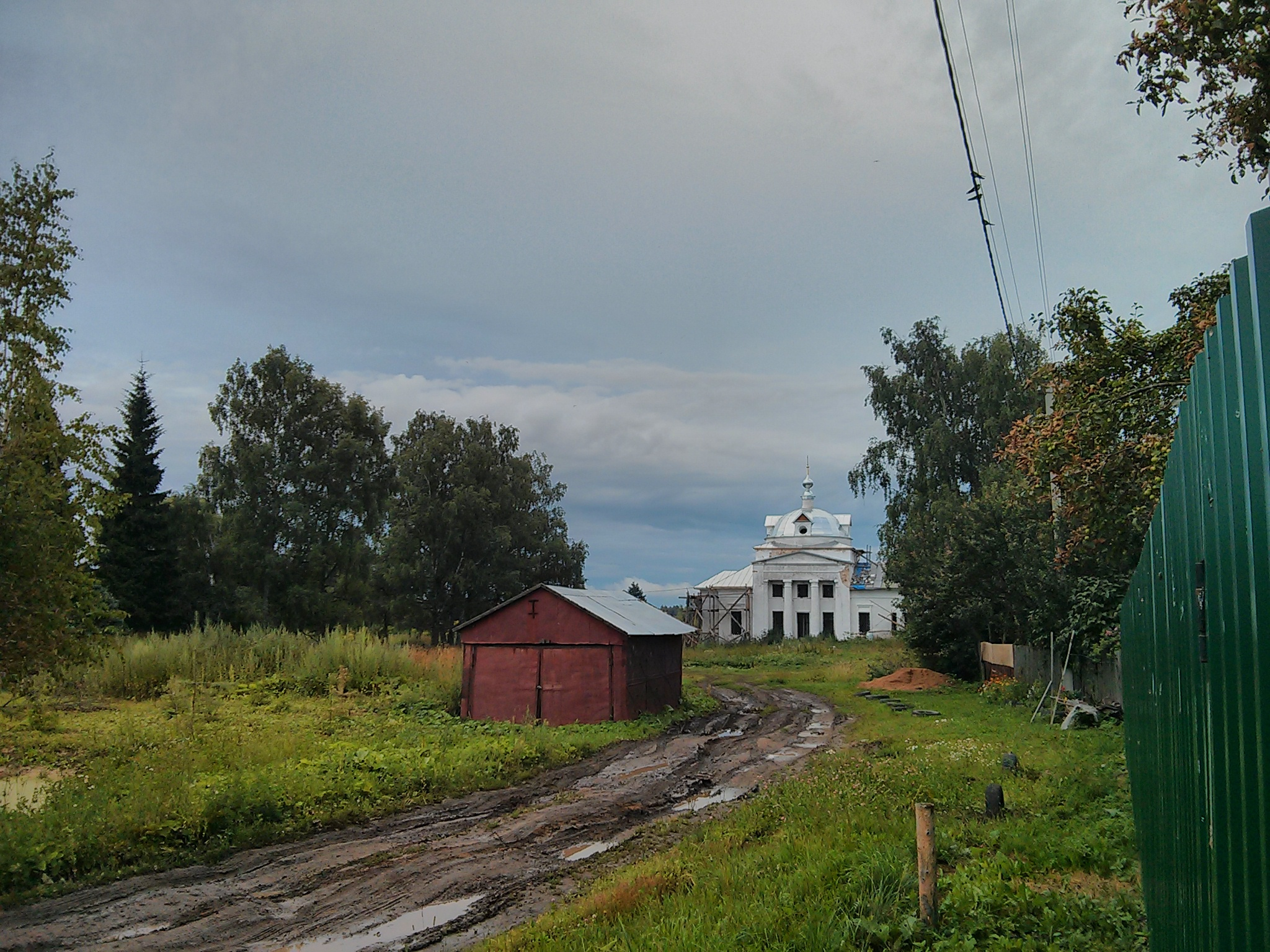
Село Малая Брембола
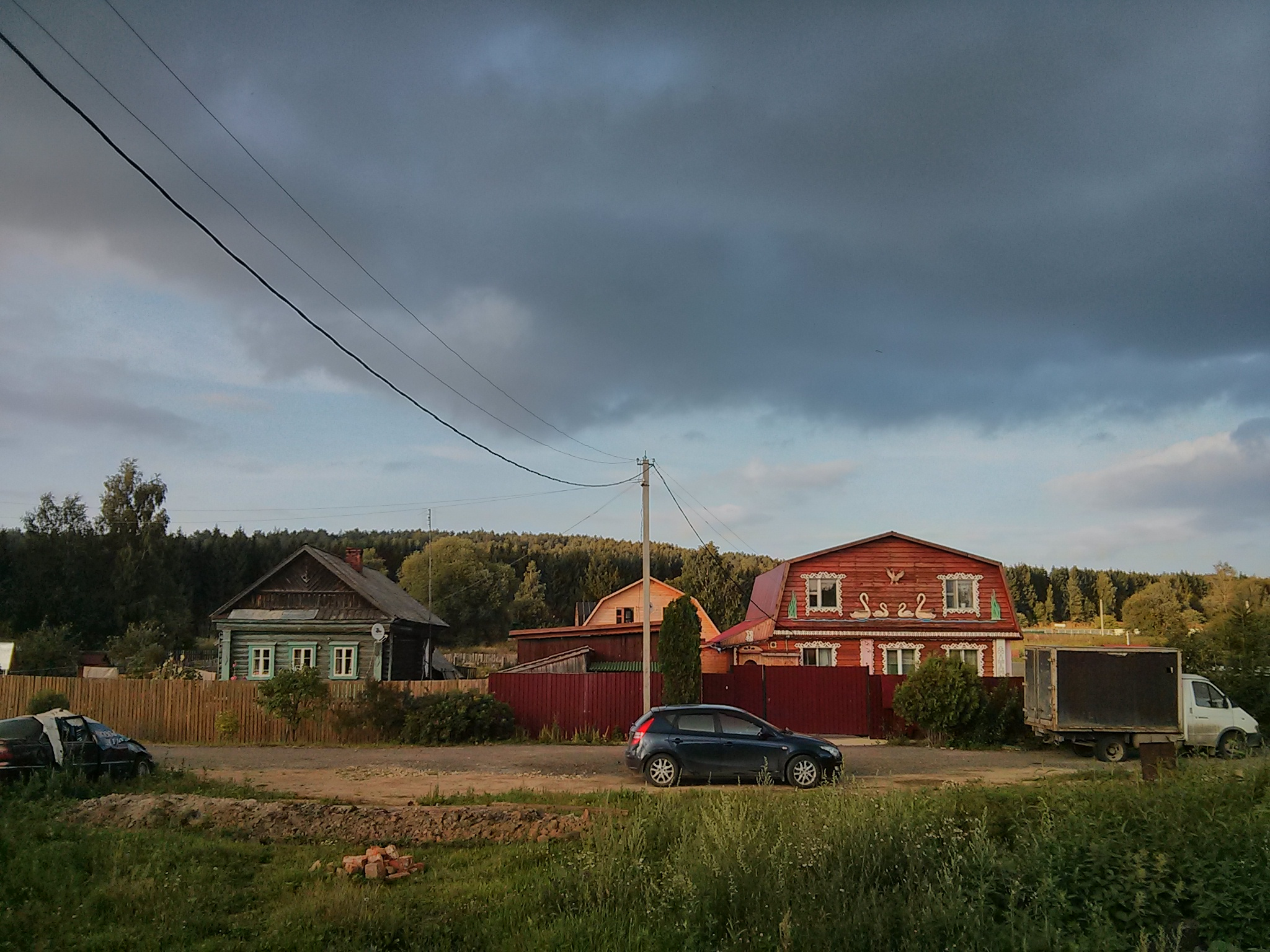
Малая Брембола - вид на Бабью Гору